# کانال آگوستین د لا
کانال آگوستین د لا (انگلیسی: Agustín De La Canal؛ زادهٔ ۱۰ نوامبر ۱۹۸۰) بازیکن فوتبال اهل آرژانتین است.
از باشگاه‌هایی که در آن بازی کرده‌است می‌توان به باشگاه فوتبال دپورتیوو مورون اشاره کرد.